# Qüestió de pilotes
Qüestió de pilotes!  (títol original: Dodgeball: A True Underdog Story) és una pel·lícula estatunidenca dirigida per Rawson Marshall Thurber, estrenada l'any 2004. Ha estat doblada al català.

## Argument
Peter Lafleur és el propietari d'un gimnàs fet malbé, l'Average Joe's que té un nombre de fidels prou excèntrics, però que són amics de Peter: Steve, que es disfressa de pirata; Justin, que intenta fer-se un lloc com a pom-pom boy i de conquerir Amber, una noia del seu institut que forma part de les animadores esportives; Gordon, que viu amb una nova dona d'origen asiàtic i els seus dos fills. Entre els empleats de l'Average Joe's, es troben Dwight i Owen.
Però el lloc atreu la cobdícia de White Goodman, propietari de l'important Globo Gym i rival de Peter. Un dia, Kate Veach, experta en un banca, anuncia a Peter que ha de pagar cinquanta mil dòlars per salvar el seu club de la fallida. Desesperat perquè no té aquesta suma, busca amb l'ajuda de Steve, Justin, Gordon, Dwight i Owen, una solució per pagar el seu deute. Després d'una temptativa de rentada de cotxes, Gordon troba la solució participant en un torneig de Dodgeball (baló presoner o joc de matar), que té lloc a Las Vegas i el primer premi del qual és cinquanta mil dòlars.

## Repartiment
- Vince Vaughn: Peter LaFleur
- Ben Stiller: White Goodman
- Christine Taylor: Kate Veatch
- Gary Cole: Cotton McKnight
- Rip Torn: Patches O'Houlihan
- Missi Pyle: Fran Stalinovskovichdavidovitchsky
- Alan Tudyk: Steve
- Justin Long: Justin
- Stephen Root: Gordon
- Chris Williams: Dwight
- Joel David Moore: Owen
- Julie Gonzalo: Amber
- Jamal Duff: Me'Shell Jones
- Jason Bateman: Pepper Brooks
- Hank Azaria: Patches O'Houlihan, de jove
- Al Kaplon: l'arbitre del torneig de dodgeball
- Lance Armstrong: ell mateix
- Chuck Norris: ell mateix
- William Shatner: el canceller del dodgeball
- David Hasselhoff: ell mateix
- Trever O'Brien: Derek
- Cayden Boyd: Timmy
- Rusty Joiner: Blade
- Kevin Porter: Lazer
- Brandon Molale: Panzer
- Suzy Nakamura: l'esposa de Gordon

## Producció
La 20th Century Fox va acordar la producció de la pel·lícula, quan Ben Stiller va reduir el seu salari per sota d'un milió de dòlars. Per preparar-se per la pel·lícula, els actors van practicar el dodgeball un mes abans del rodatge.

### Tria dels actors
Es tracta del segon film que interpreta Ben Stiller amb la seva esposa Christine Taylor després de Zoolander, l'any 2001. És igualment el segon film on Stiller treballa amb Vince Vaughn després de Starsky i Hutch. Rawson Marshall Thurber (director del film) fa un cameo: és la persona que tira un got a Steve el pirata (Alan Tudyk) quan aquest marxa sol a Las Vegas.
Destacar l'aparició del corredor ciclista Lance Armstrong fent el seu propi paper. L'any següent, apareixerà a You, Me and Dupree, amb Owen Wilson, sempre en el seu propi paper. Els punts comuns d'aquests dos films són que els actors principals són « membres » del Frat Pack. A més, Armstrong és amic de Ben Stiller. Al càsting, figuren igualment tres estrelles de la televisió: David Hasselhoff (K 2000, Baywatch), William Shatner (Star Trek, Hooker) i Chuck Norris (Walker, Texas Ranger).

### Rodatge
Ben Stiller va trencar successivament tres càmeres en el rodatge d'una escena del film i va ferir al rostre la seva esposa Christine Taylor. Aquesta última en parla: «L'esperit de competició de Ben és molt alt en les escenes de Dodgeball. Ha fet un llançament fort amb el seu braç esquerre i ha llançat la pilota tan fort com ha pogut I l'he vista arribar sobre meu. No hi havia cap agressivitat personal de Ben cap a mi. Només que la pilota m'ha anat a parar en plena cara. En Ben es va preocupar vertaderament, però no vaig quedat ferida… excepte al meu ego.»